# Fernanda Eliscu
Fernanda Eliscu (n. 24 aprilie 1880, București, România – d. 27 septembrie 1968, Los Angeles, California, SUA) a fost o actriță de teatru și de film de origine română, care și-a desfășurat cariera în Statele Unite ale Americii.

## Date biografice
Fernanda Eliscu s-a născut la 24 aprilie 1880 în București (unele surse spun Iași). De mică s-a mutat în Statele Unite ale Americii împreună cu părinții ei. S-a format ca actriță la Academia Americană de Artă Dramatică și la The Cooper Union for the Advancement of Science and Art.
Fernanda Eliscu s-a căsătorit cu actorul Carl Anthony Pfeil. Au avut trei copii înainte ca Pfeil să moară în 1930. Fernanda Eliscu a murit pe 27 septembrie 1968, în Los Angeles, California, la vârsta de 88 de ani.

## Activitatea artistică
La începutul carierei sale de actriță, Fernanda Eliscu a fost asociată cu Minnie Maddern Fiske și Maude Adams.
Pe scenă, ea a jucat în piesele: Micul ministru (The Little Minister), Cyrano de Bergerac de Edmond Rostand (1899), Beau Brummel (1899), Majestatea Sa (Her Majesty) (1900), Întoarcerea lui Don Cezar (Don Caesar's Return) (1901), Flacăra mocnitoare (The Smoldering Flame), Hoții de buzunare (Pickpockets), Jacque Duval, Romeo și Julieta (1903), Marta of the Lowlands (1903), Lumina de la Sfânta Agnes (The Light from Saint Agnes) (1906), Ruth (1907), Gradul al treilea (The Third Degree) (1909-1910), The Outsider (1924, 1928), Dacă aș fi în locul tău (If I Were You) (1931), Triplets (1932), Creeping Fire (Focul târâtor) (1935) și Winterset (1936). Colecția ei extinsă de podoabe capilare, piepteni, ace și agrafe a fost considerată remarcabilă.
În 1909, criticul de teatru al ziarului Los Angeles Times a lăudat-o pe Fernanda Eliscu, asigurându-i pe cititori că „dacă numele Fernandei Eliscu nu va fi înscris la loc de cinste în registrele realizărilor dramatice în următorii zece ani, va fi pentru că fie realizările dramatice, fie Fernanda Eliscu au încetat să mai existe”.
Fernanda Eliscu a apărut și în filme, printre care Winterset (1936), Background to Danger (1943), Berlin Express (1948), Harbor of Missing Men (1950) și Charge of the Lancers (1954).

## Filmografie

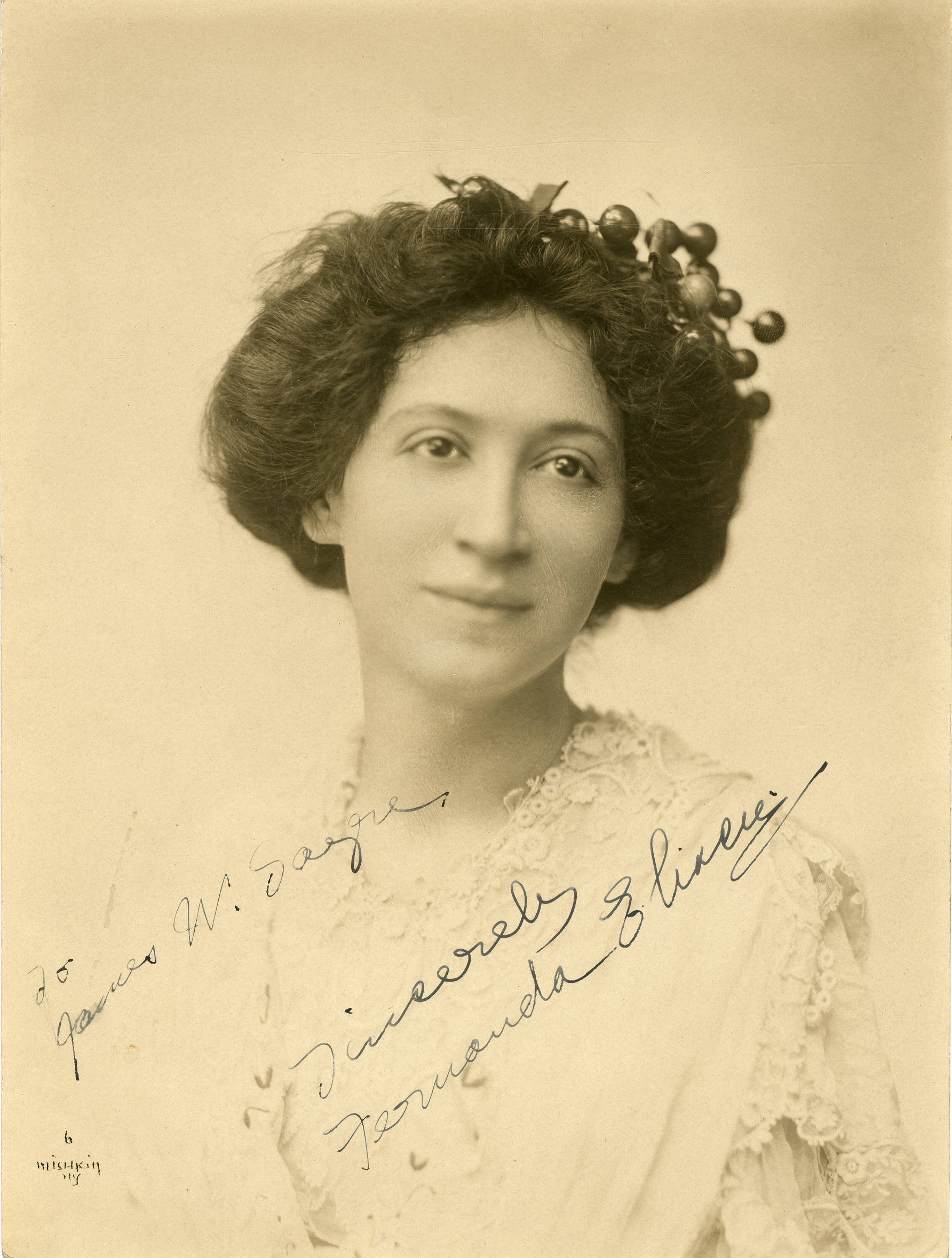
Fernanda Eliscu, fotografie din 1909

| An   | Titlu                                                           | Rol                                   | Observații                                    |
| ---- | --------------------------------------------------------------- | ------------------------------------- | --------------------------------------------- |
| 1936 | Winterset                                                       | Piny                                  |                                               |
| 1943 | Background to Danger (Contextul pericolului)                    | Soție de turc în tren                 | Nemenționată pe generic                       |
| 1943 | The Song of Bernadette (Cântecul Bernadettei)                   | Femeie de la oraș                     | Nemenționată pe generic                       |
| 1944 | You Can't Ration Love (Nu poți raționaliza dragostea)           | Dna Boskowsky                         | Nemenționată pe generic                       |
| 1944 | Uncertain Glory (Glorie incertă)                                | Femeie de vârstă mijlocie la reuniune | Nemenționată pe generic                       |
| 1945 | A Tree Grows in Brooklyn (Un copac crește în Brooklyn)          | rol minor                             | Nemenționată pe generic                       |
| 1945 | Her Highness and the Bellboy (Alteța Sa și băiatul de serviciu) | Soția diplomatului                    | Nemenționată pe generic                       |
| 1946 | Gilda                                                           | Soția lui Bendolin                    | Nemenționată pe generic                       |
| 1946 | The Verdict (Verdictul)                                         | Menajeră franceză                     | Nemenționată pe generic                       |
| 1947 | Unconquered (Necucerit)                                         | Squaw                                 | Nemenționată pe generic                       |
| 1947 | Desire Me (Dorința mea)                                         | Femeia în vârstă                      | Nemenționată pe generic                       |
| 1947 | A Double Life (O viață dublă)                                   | Proprietăreasa                        | Nemenționată pe generic                       |
| 1948 | Arch of Triumph (Arcul de triumf)                               | Femeie cu flori                       | Nemenționată pe generic                       |
| 1948 | Berlin Express                                                  | Femeie germană                        | Nemenționată pe generic                       |
| 1949 | Samson and Delilah (Samson și Dalila)                           | Păstoriță                             | Nemenționată pe generic                       |
| 1950 | Black Hand (Mâna neagră)                                        | Rol minor                             | Nemenționată pe generic                       |
| 1950 | Harbor of Missing Men (Portul oamenilor dispăruți)              | Mama Corcoris                         |                                               |
| 1952 | Viva Zapata!                                                    | Soția lui Fuentes                     | Nemenționată pe generic                       |
| 1953 | Remains to Be Seen (Rămâne de văzut)                            | Rol minor                             | Nemenționată pe generic                       |
| 1954 | Charge of the Lancers (Atacul lăncierilor)                      | Keta                                  |                                               |
| 1957 | Istanbul                                                        | Femeie de serviciu                    | Nemenționată pe generic (ultimul rol în film) |